# Sammeltasse

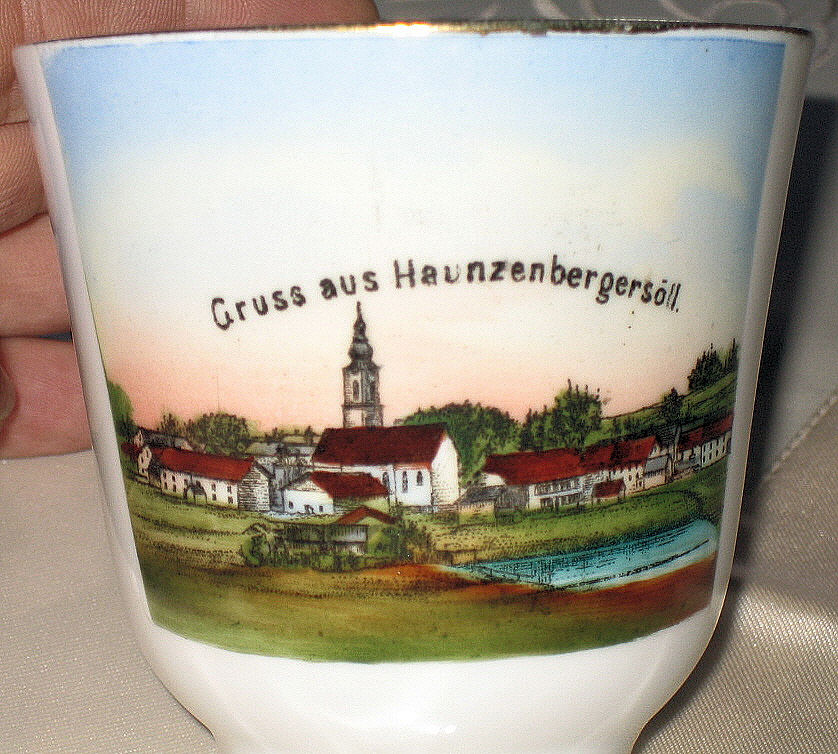
Ansichtentasse als Souvenir; um 1900

Die Tradition der Sammeltasse geht zurück auf die Zeit des Biedermeier. Im frühen 19. Jahrhundert wurde Porzellan preiswerter, und es entwickelte sich in bürgerlichen Kreisen der Brauch, Tassen zu sammeln oder zu besonderen Anlässen zu verschenken, auch als Freundschaftsgabe und oft mit namentlicher Widmung. Als Souvenir waren Sammeltassen wie sonstiger Nippes aus Porzellan bereits im 19. Jahrhundert weit verbreitet.

## Tassen als Schaustücke
Die Erinnerungstassen waren weniger für den täglichen Gebrauch gedacht, sondern wurden als Repräsentationsstücke in den Vitrinen der biedermeierlichen Wohnzimmer zur Schau gestellt. Bei fast allen Manufakturen ließen sich individuelle Dekore und Beschriftungen bestellen. Im Gegensatz zu heute lag dabei die Schauseite der Tasse dem Henkel genau gegenüber, damit er die Wirkung von Malerei und Beschriftung nicht störte.
Besonders beliebt waren im Biedermeier die Ansichtentassen mit dem Bild einer Landschaft oder einer Stadt. Daneben gab es auf den Tassen alle möglichen anderen Darstellungen wie Landkarten, Reliefporträts, Hausfassaden, Blumenbilder, Rosenblüten, Vögel oder bekannte Bauwerke. Weit verbreitet waren außerdem Tassen mit Sinnsprüchen.

## Geschirr für die Kaffeetafel
Der Kaffee- oder Teetisch wurde im Biedermeier zum Zentrum des Familienlebens. Dabei wurde besonderes Augenmerk auf das Geschirr gerichtet. Neben den Tassen bestand das Kaffeeservice aus verschiedenen Kannen und einem Zuckergefäß. Kuchenteller gehörten zunächst nicht dazu, da kein Kuchen zu Tee oder Kaffee gereicht wurde.
Auf die zunehmende Lust am Sammeln von Geschirr reagierten die Hersteller mit immer umfangreicheren Modellpaletten. Die Porzellanmanufaktur Fürstenberg entwickelte zum Beispiel im Laufe des 19. und 20. Jahrhunderts über einhundert verschiedene Tassenformen und entsprechend viele Dekore. 1860 umfasste der lieferbare Bestand 91 Modelle, und 1926 wurden rund 200 zum Teil hochwertig dekorierte Sammeltassen und die um 1900 aufgekommenen kleineren Mokkatassen angeboten.
Die Blütezeit der Sammeltassen im 20. Jahrhundert währte bis in die 1930er Jahre. Nach wie vor wurden sie nur bei besonderen Gelegenheiten benutzt und waren beliebte Geschenke für die Aussteuer oder zum Geburtstag. Nach dem Zweiten Weltkrieg lebte die Tradition noch für zwei Jahrzehnte fort, bis sie in den 1970er Jahren schließlich endgültig an Bedeutung verlor. Für ältere Stücke entwickelte sich dann in den 1990er Jahren ein Sammlermarkt. Zugleich kreierten Künstler neue, dem Zeitgeschmack in Form und Dekor angepasste Einzelgedeck-Kollektionen, deren Erfolg aber nicht zuletzt von dem Verlangen junger Käufer nach spülmaschinenfestem Gebrauchsgeschirr bestimmt wird.

## Auswahl individueller Tassen

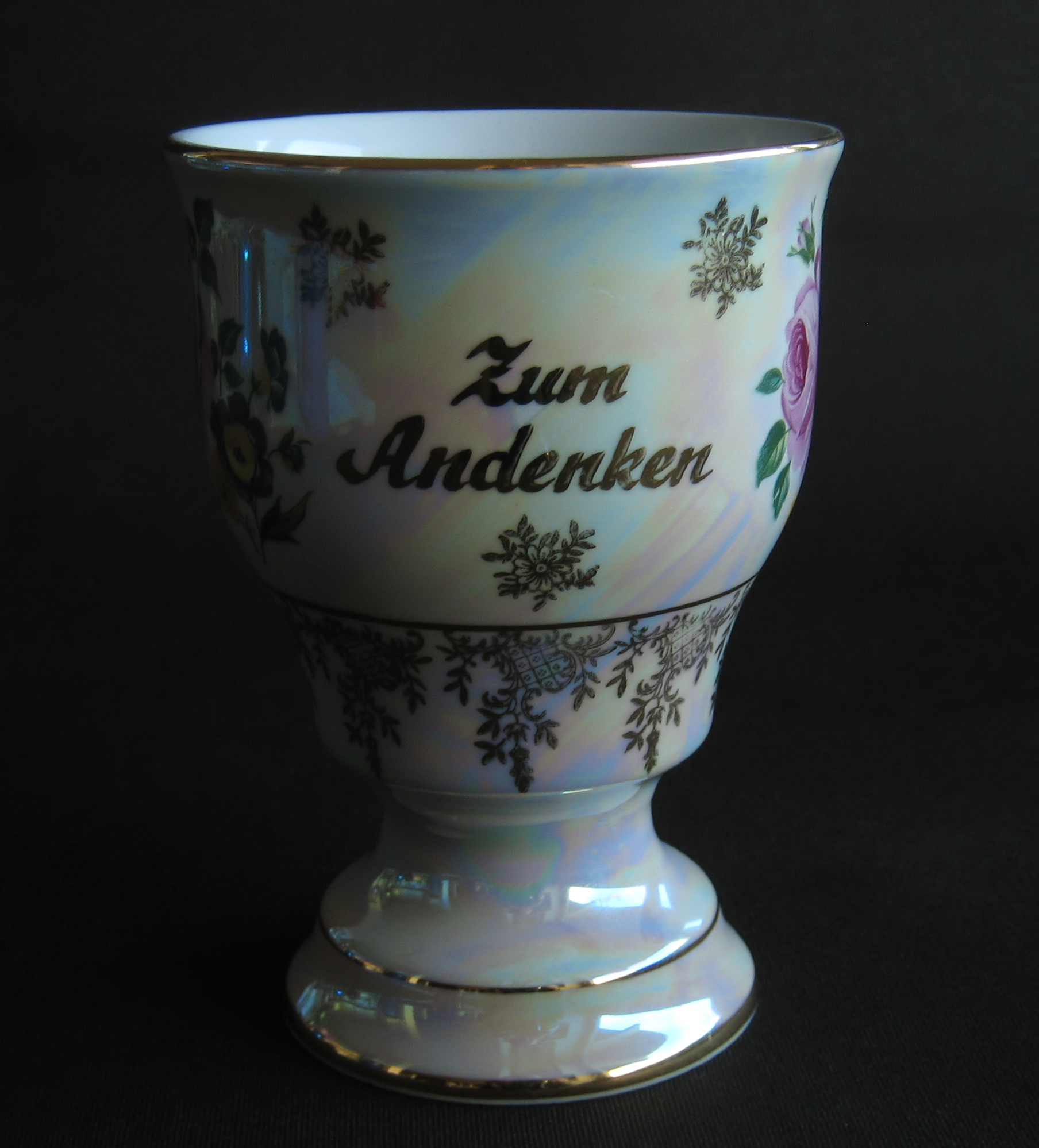
Andenkenkelch, um 1870
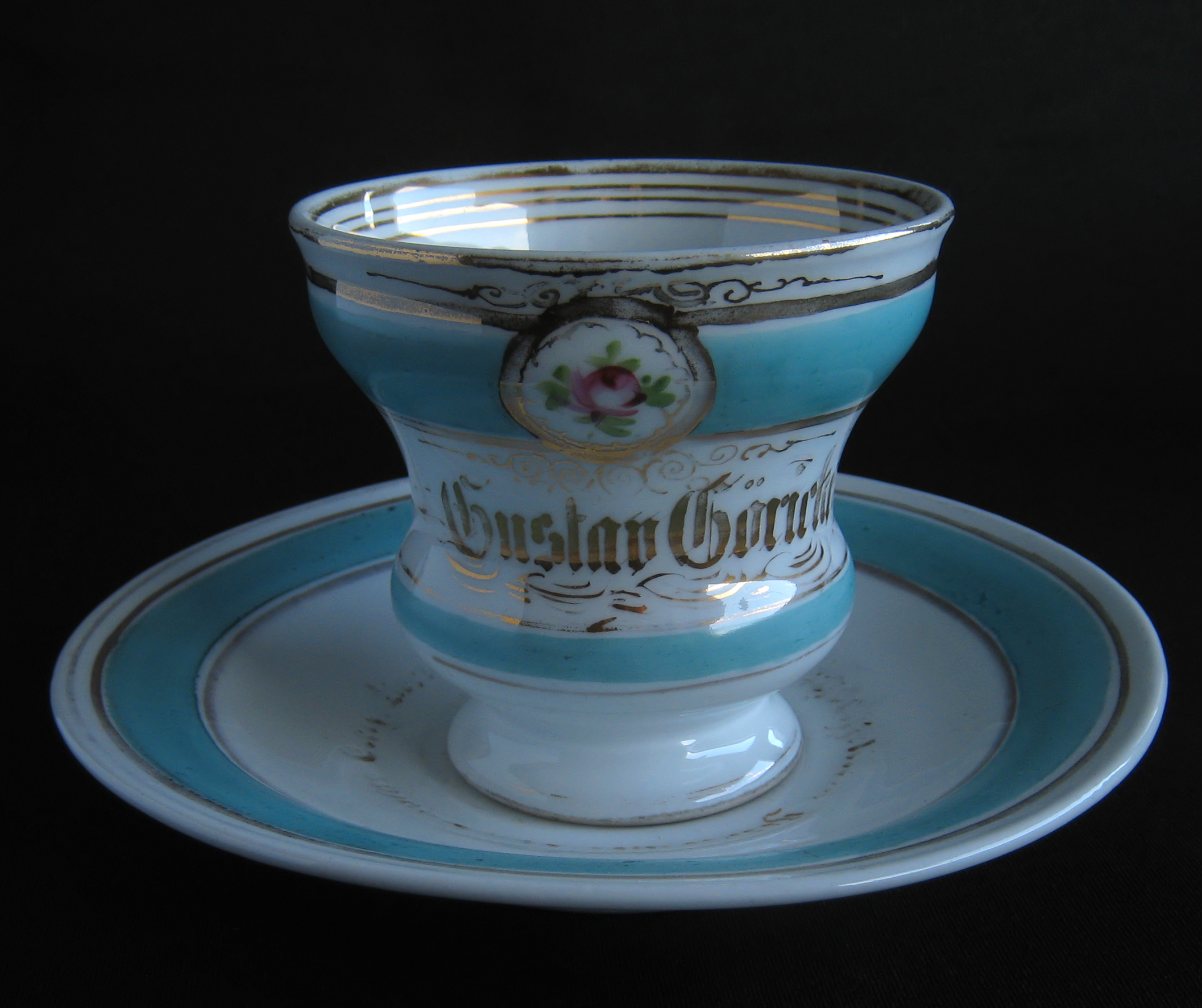
Hochzeitstasse, 1880
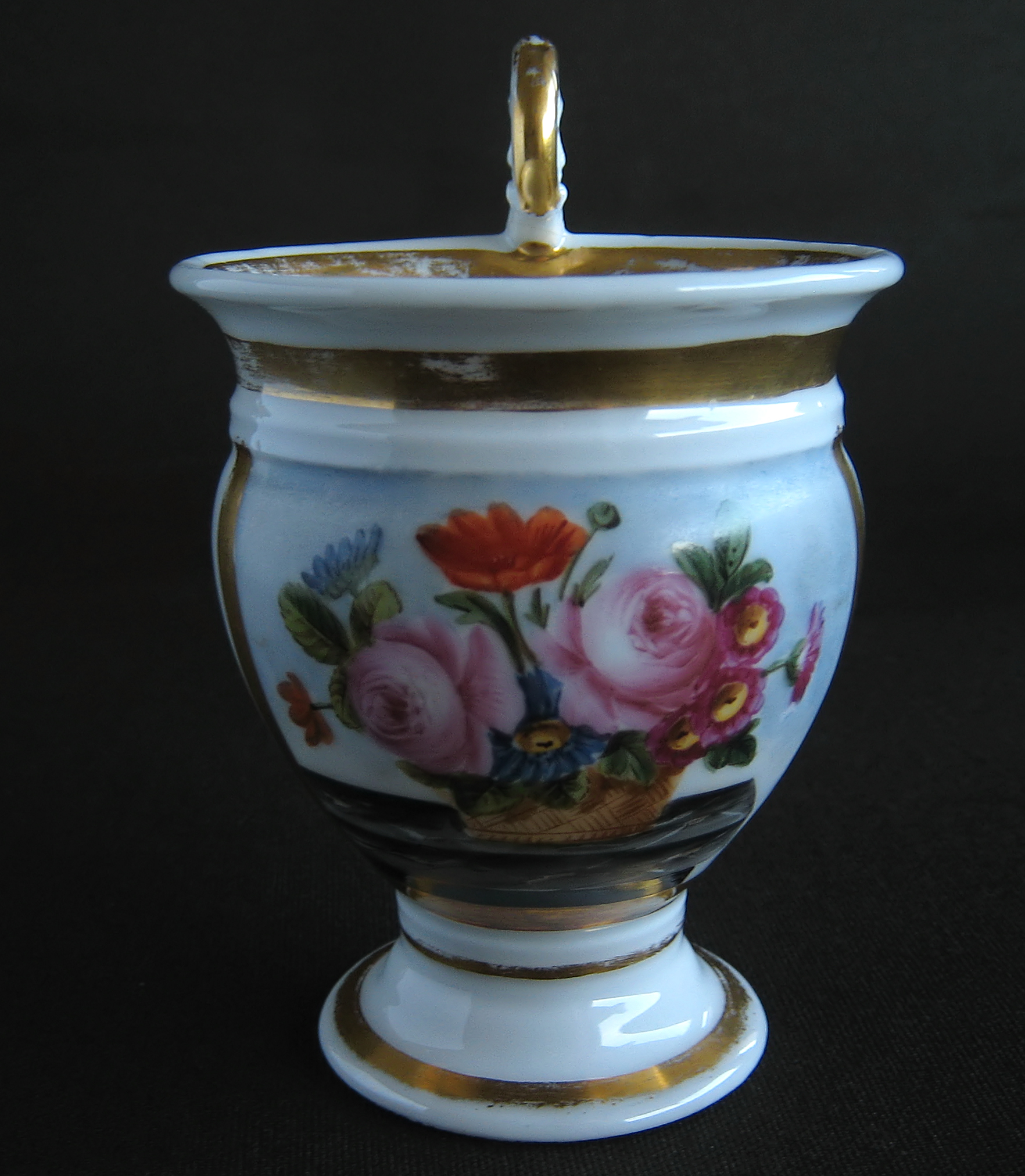
Tasse mit Blumenbild, um 1870
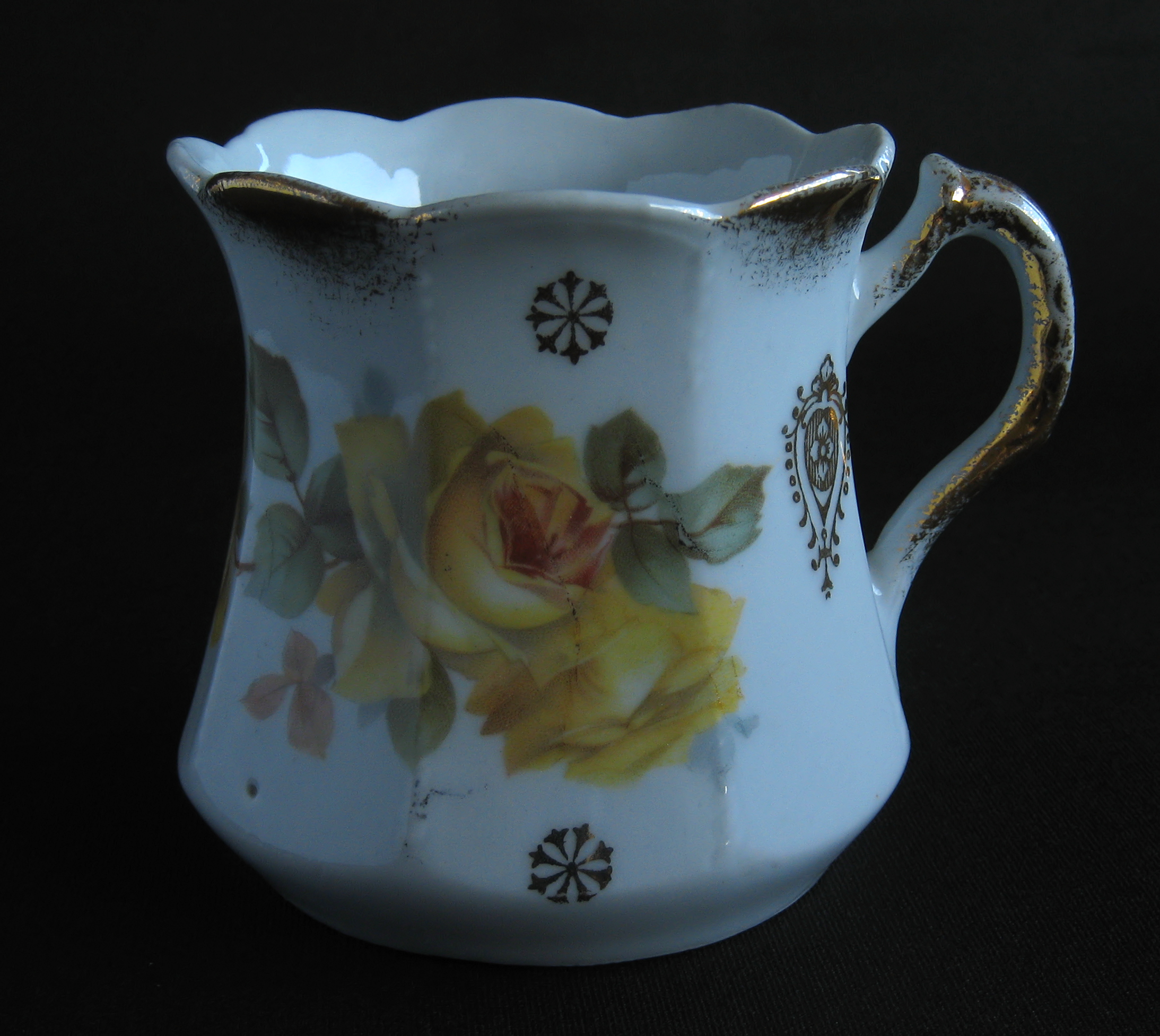
Tasse mit Rosendekor, um 1880